# 手島堵庵

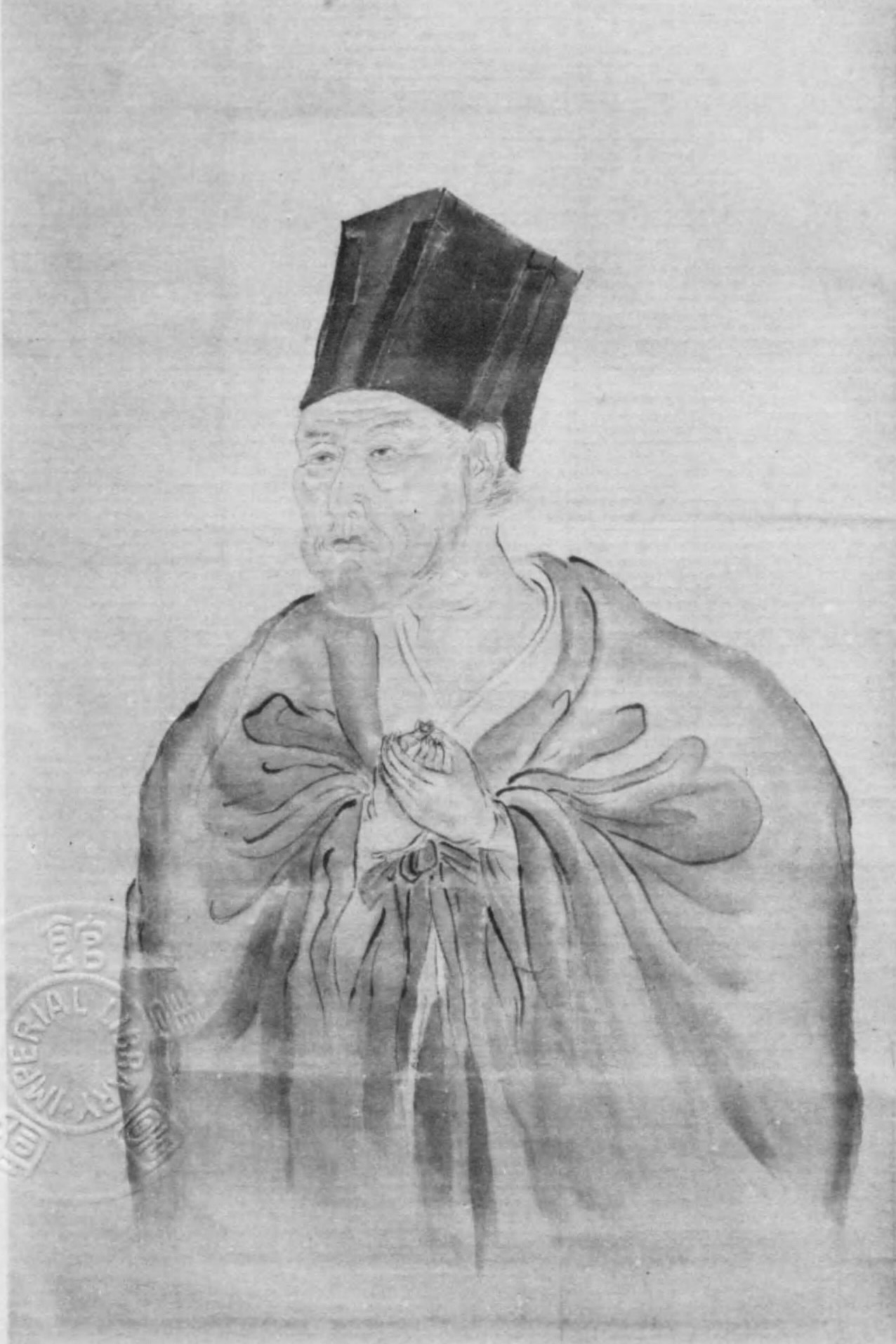
自画像（1779年）

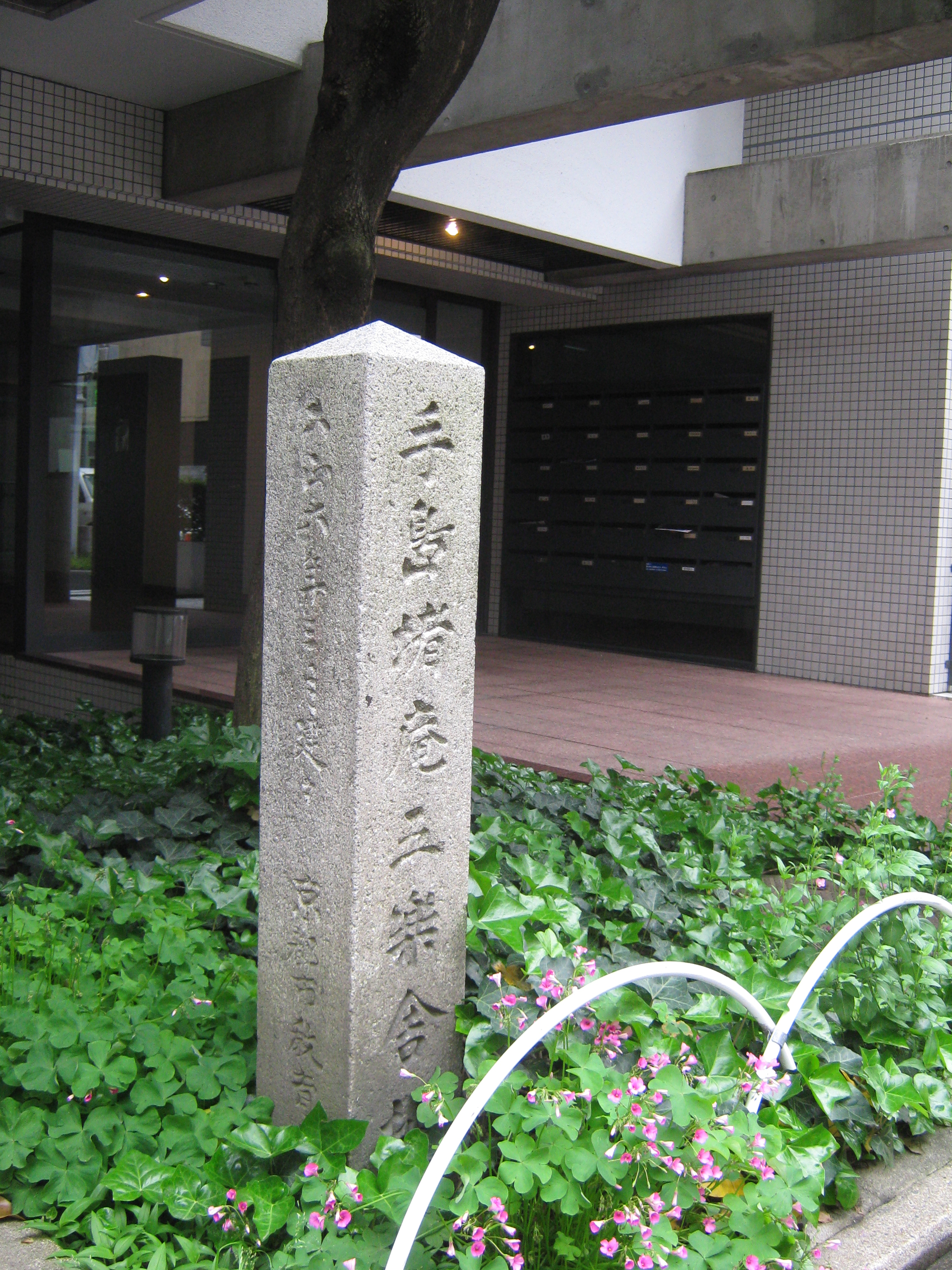
手島堵庵五楽舎址、京都市中京区富小路通六角上る西側

手島 堵庵（てじま とあん、享保3年5月13日〈1718年6月12日〉 - 天明6年2月9日〈1786年3月8日〉）は、江戸時代中期の石門心学者。豪商上河蓋岳の子で、母は上河氏。子に手島和庵がいる。本名上河喬房。通称を近江屋源右衛門という。字は応元、名は信、別名は東郭。
18歳の時に石田梅岩に師事。元文3年（1738年）開悟し、宝暦12年（1773年）頃に家業を和庵に譲る。その後は兄弟子たちの相次ぐ死もあり、石門心学の講説を行い、名声をあげる。隠居した当初は、京都富小路の五楽舎に住み、講学の場とするも、門弟の増加により、安永2年（1773年）に五条東洞院に修正舎、安永8年（1779年）には西陣の時習舎、天明2年（1782年）には、河原町に明倫舎を建て、石門心学の普及、宣伝に尽力する。
弟子には、中沢道二・布施松翁・上河淇水・脇坂義堂・薩埵徳軒などがいる。
昭和5年（1930年）、従五位を追贈された。